# Luigi Mombelli
Luigi Mombelli (Gallarate, 29 gennaio 1936) è un politico e medico italiano.

## Biografia
Medico chirurgo, militante nel Partito Comunista Italiano, faceva parte dell'area "migliorista". È stato consigliere comunale e provinciale a Varese. Per otto anni è stato segretario della Federazione provinciale varesina del PCI; è inoltre stato membro della Direzione regionale lombarda del partito e della Commissione Centrale di Controllo.
Viene eletto alla Camera dei deputati nelle file del PCI nel 1987. In seguito alla svolta della Bolognina, aderisce al Partito Democratico della Sinistra, con il quale viene rieletto a Montecitorio nel 1992.